# Super Six World Boxing Classic
Super Six World Boxing Classic（スーパー・シックス ワールド・ボクシング・クラシック）は、Showtimeによるプロボクシングのスーパーミドル級トーナメント。2009年10月に開始され、2011年12月に決勝を行った。
トーナメント開始時の出場メンバーはWBA世界スーパーミドル級王者ミッケル・ケスラー、WBC世界スーパーミドル級王者カール・フローチ、アテネオリンピックライトヘビー級金メダリストアンドレ・ウォード、元統一世界ミドル級王者ジャーメイン・テイラー、元IBF世界ミドル級王者アルツール・アブラハム、アテネオリンピックミドル級銅メダリストアンドレ・ディレルであったが、予選のグループステージ1戦目でジャーメイン・テイラー、2戦目でミッケル・ケスラーとアンドレ・ディレルが怪我のため脱落している。

## 概要
グループステージでは各選手が3試合ずつ行い、KOおよびTKO勝利は3ポイント、判定勝ちは2ポイント、引き分けは1ポイント、負けは0ポイントが与えられる。
グループステージのポイント上位4人がトーナメントに進み、1位と4位の選手、2位と3位の選手がトーナメント準決勝で対戦。その勝者同士がトーナメント決勝で対戦となる。
また、ミッケル・ケスラーが保持していたWBCおよびカール・フローチが保持していたWBAのスーパーミドル級王座も賭けられ、トーナメント優勝者は統一王者となる。

## 参加選手
トーナメント開始時参加選手
※はトーナメント参加時の戦績とタイトル
| 名前                   | 戦績（※）              | タイトル（※）                  |
| ---------------------- | ---------------------- | ------------------------------ |
| ミッケル・ケスラー     | 43戦42勝（32KO）1敗    | WBA世界スーパーミドル級王者    |
| カール・フローチ       | 25戦25勝（20KO）0敗    | WBC世界スーパーミドル級王者    |
| アンドレ・ウォード     | 20戦20勝（13KO）0敗    | アテネオリンピック金メダリスト |
| ジャーメイン・テイラー | 32戦28勝（17KO）3敗1分 | 元統一世界ミドル級王者         |
| アルツール・アブラハム | 30戦30勝（24KO）0敗    | 元IBF世界ミドル級王者          |
| アンドレ・ディレル     | 18戦18勝（13KO）0敗    | アテネオリンピック銅メダリスト |

中途参加選手
(※はトーナメント参加時の戦績)
| 名前                   | 戦績（※）               | 補足                           |
| ---------------------- | ----------------------- | ------------------------------ |
| アラン・グリーン       | 30戦29勝（20KO）1敗     | ジャーメイン・テイラーの替わり |
| グレンコフ・ジョンソン | 66戦50勝（34KO）14敗2分 | ミッケル・ケスラーの替わり     |

## 試合結果

### グループステージ 1
| 日時           | 勝者                   | 試合結果        | 敗者                   | 開催地                                                           | タイトル                    |
| -------------- | ---------------------- | --------------- | ---------------------- | ---------------------------------------------------------------- | --------------------------- |
| 2009年10月17日 | アルツール・アブラハム | 12R 2:54 KO     | ジャーメイン・テイラー | ドイツ・ベルリン O2ワールド                                      |                             |
| 2009年10月17日 | カール・フローチ       | 12R 判定2-1     | アンドレ・ディレル     | イングランド・ノッティンガム ナショナル・アイス・センター        | WBC世界スーパーミドル級王座 |
| 2009年10月21日 | アンドレ・ウォード     | 11R 負傷判定3-0 | ミッケル・ケスラー     | アメリカ合衆国 カリフォルニア州・オークランド オラクル・アリーナ | WBA世界スーパーミドル級王座 |

ジャーメイン・テイラーが重度の脳震盪で離脱、替わりの選手としてアラン・グリーンが参加する。

### グループステージ 2
| 日時          | 勝者               | 試合結果          | 敗者                   | 開催地                                                           | タイトル                    |
| ------------- | ------------------ | ----------------- | ---------------------- | ---------------------------------------------------------------- | --------------------------- |
| 2010年3月27日 | アンドレ・ディレル | 11R 1:13 反則負け | アルツール・アブラハム | アメリカ合衆国 ミシガン州・デトロイト ジョー・ルイス・アリーナ   |                             |
| 2010年4月24日 | ミッケル・ケスラー | 12R 判定3-0       | カール・フローチ       | デンマーク メッセセンター・ヘアニング                            | WBC世界スーパーミドル級王座 |
| 2010年4月24日 | アンドレ・ウォード | 12R 判定3-0       | アラン・グリーン       | アメリカ合衆国 カリフォルニア州・オークランド オラクル・アリーナ | WBA世界スーパーミドル級王座 |

ミッケル・ケスラーが眼疾で離脱(タイトルは剥奪)、アンドレ・ディレルが神経障害で離脱する。ケスラーの替わりにグレンコフ・ジョンソンが参加するが、ディレルの替りは補填されなかった。

### グループステージ 3
| 日時           | 勝者                   | 試合結果    | 敗者                   | 開催地                                       | タイトル                                |
| -------------- | ---------------------- | ----------- | ---------------------- | -------------------------------------------- | --------------------------------------- |
| 2010年11月6日  | グレンコフ・ジョンソン | 8R 0:36 TKO | アラン・グリーン       | アメリカ合衆国 ラスベガス・MGMグランド       |                                         |
| 2010年11月27日 | カール・フローチ       | 12R 判定3-0 | アルツール・アブラハム | フィンランドヘルシンキハートウォールアリーナ | 空位のWBC世界スーパーミドル級王座決定戦 |

アンドレ・ディレルが離脱したため、対戦相手のいなくなったアンドレ・ウォードはトーナメントとは別枠で2010年11月27日にサキオ・ビカと防衛戦を行っている。

### グループステージ結果
| 順位 | 選手                   | 試合数 | 勝ち数 | 負け数 | 引分け | KO | ポイント |
| ---- | ---------------------- | ------ | ------ | ------ | ------ | -- | -------- |
| 1    | アンドレ・ウォード     | 2 (3)  | 2 (3)  | 0      | 0      | 0  | 6        |
| 2    | カール・フローチ       | 3      | 2      | 1      | 0      | 0  | 4        |
| 3    | アルツール・アブラハム | 3      | 1      | 2      | 0      | 1  | 3        |
| 4    | グレンコフ・ジョンソン | 1      | 1      | 0      | 0      | 1  | 3        |
| 5    | アラン・グリーン       | 2      | 0      | 2      | 0      | 0  | 0        |
| n/a  | ミッケル・ケスラー     | 2      | 1      | 1      | 0      | 0  | 2        |
| n/a  | アンドレ・ディレル     | 2      | 1      | 1      | 0      | 0  | 2        |
| n/a  | ジャーメイン・テイラー | 1      | 0      | 1      | 0      | 0  | 0        |

アンドレ・ウォードは実際には2試合しかしていないが、対戦予定だったアンドレ・ディレルが離脱したため、勝ち点2が加算されている。
上位4名が決勝トーナメントへ進出した。

### 決勝トーナメント

#### 準決勝
| 日時          | 勝者               | 試合結果    | 敗者                   | 開催地                                                           | タイトル                    |
| ------------- | ------------------ | ----------- | ---------------------- | ---------------------------------------------------------------- | --------------------------- |
| 2011年5月14日 | アンドレ・ウォード | 12R 判定3-0 | アルツール・アブラハム | アメリカ合衆国 カリフォルニア州・オークランド オラクル・アリーナ | WBA世界スーパーミドル級王座 |
| 2011年6月4日  | カール・フローチ   | 12R 判定2-0 | グレンコフ・ジョンソン | アメリカ合衆国 ニュージャージー州ボードウォーク・ホール          | WBC世界スーパーミドル級王座 |

#### 決勝
| 日時           | 勝者               | 試合結果    | 敗者             | 開催地                                                  | タイトル                               |
| -------------- | ------------------ | ----------- | ---------------- | ------------------------------------------------------- | -------------------------------------- |
| 2011年12月17日 | アンドレ・ウォード | 12R 判定3-0 | カール・フローチ | アメリカ合衆国 ニュージャージー州ボードウォーク・ホール | WBA・WBC世界スーパーミドル級王座統一戦 |

## グループステージ3で起きた騒動
当初、2010年9月25日にアンドレ・ウォードVSアンドレ・ディレルが行われることが予定されていたが、約1ヶ月前となる2010年8月12日の時点でも、試合開催地が決まっておらずチケットも販売されていなかった。このため試合は開催日時未定で延期されたが、2010年10月7日にディレルが理由を公表しないままトーナメントから離脱することになり、対戦相手のいなくなったウォードは2010年11月27日にサキオ・ビカとWBA世界スーパーミドル級の防衛戦を行った。もしウォードがビカに敗れた場合にはタイトルがビカの手に渡るため、トーナメントでタイトルをかける事が出来なくなる可能性があった。
2010年8月25日にミッケル・ケスラーが眼疾を理由にトーナメントから離脱することを発表する。2010年9月6日にWBCはミッケル・ケスラーからWBC世界スーパーミドル級王座を剥奪して名誉王者とすること及びケスラーが眼疾から復帰した際にはタイトルへの挑戦権を与えることを発表。またWBCはケスラーから剥奪したWBC世界スーパーミドル級王座を対戦予定だったアンドレ・ウォードVSアンドレ・ディレルの勝者に与えることを発表した。しかしアブラハムのプロモーターの要求により、WBCは2010年10月6日にフロッチVSアブラハムの勝者にWBC世界スーパーミドル級王座を与えることに予定を変更した。
2010年9月13日にカール・フロッチが背中の負傷のため10月2日に対戦予定だったアブラハム戦を延期することを発表した。
2010年9月29日に離脱したケスラーの替わりにグレンコフ・ジョンソンが出場することが発表される。
結局、グループステージで各選手が3試合を行うという当初のルールを守れたのはフロッチとアブラハムの2選手だけで、グレンコフ・ジョンソンに到っては1試合をしただけで決勝トーナメントに出られる事態になってしまった。以上のようなゴタゴタぶりから皮肉交じりにスーパー・シックスでは無くスーパー・エイトではないかとも言われている。

## トーナメントとは別枠の試合
トーナメント期間中にトーナメントとは別枠で行われた試合。
| 日時           | 勝者                   | 試合結果    | 敗者               | 開催地                                                           | タイトル                    |
| -------------- | ---------------------- | ----------- | ------------------ | ---------------------------------------------------------------- | --------------------------- |
| 2010年11月27日 | アンドレ・ウォード     | 12R 判定3-0 | サキオ・ビカ       | アメリカ合衆国 カリフォルニア州・オークランド オラクル・アリーナ | WBA世界スーパーミドル級王座 |
| 2011年2月12日  | アルツール・アブラハム | 2R 1:01 TKO | スタニッチ・ボジク | ドイツ ミュールハイム・アン・デア・ルール                        |                             |

アルツール・アブラハムの試合は2連敗を喫したアブラハムのための調整試合として行われた。